# Дескати (дим, программа «Каподистрия»)
Дим Дескати расположен на юго-востоке нома Гревена. Центр — поселок Дескати. Дим граничит с номами Козани, Лариса и Трикала. Население около 5000 жителей. Площадь — 270 кв.км.
Дим Дескати включает 5 муниципальных районов:
- Дескати
- Дасохорио
- Палиурья
- Панайиа
- Параскеви